# Besetztlampenfeld

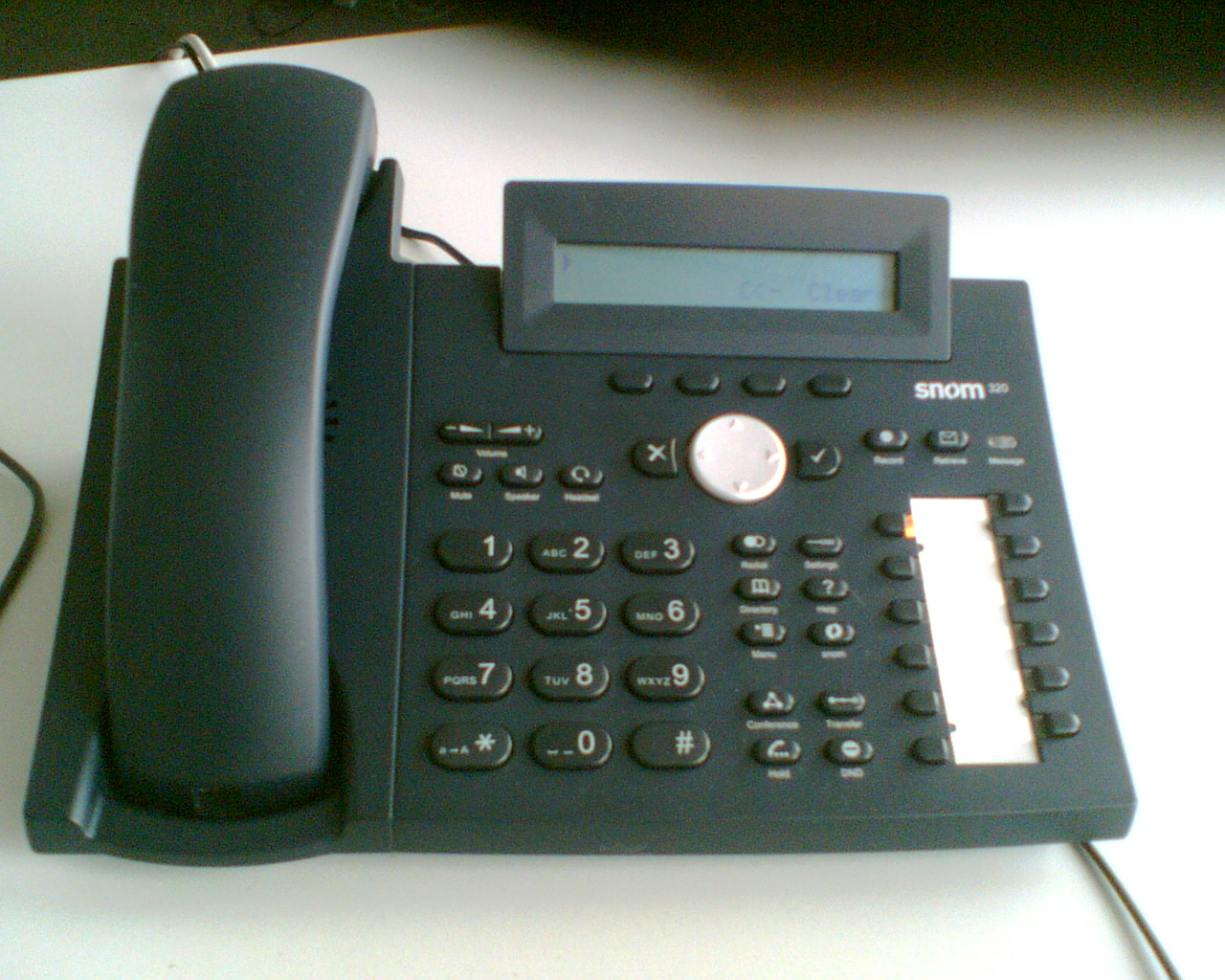
VoIP-Telefon mit kombiniertem Kurzwahltasten- / Besetztlampenfeld

Das Besetztlampenfeld (BLF) (englisch busy lamp field) ist eine Funktion von Systemtelefonen, um die Besetzt-Information der angeschlossenen Teilnehmer auf anderen Telefonen anzuzeigen.
Die Felder sind entweder im Telefon integriert oder als Zusatzmodul am Telefon angeschlossen und bestehen üblicherweise aus mehreren Kurzwahltasten mit jeweils zugehöriger LED. Wird einer der auf den Kurzwahltasten gespeicherter Teilnehmer angerufen, blinkt die entsprechende LED – ist sein Anschluss besetzt, leuchtet sie ständig.
Je nach Status des Teilnehmers haben die Tasten unterschiedliche Funktionen:
Ist der Teilnehmer frei, wird er beim Drücken der entsprechenden Kurzwahltaste angerufen, wird der Teilnehmer gerade angerufen, kann der Anruf durch Drücken der Taste herangeholt werden.
Auch VoIP-Telefone bieten diese Funktion inzwischen an, sofern der VoIP-Server dies unterstützt.